# 上川畑大悟
上川畑 大悟（かみかわばた だいご、1997年1月12日 - ）は、岡山県倉敷市出身のプロ野球選手（内野手）。右投左打。北海道日本ハムファイターズ所属。

## 経歴

### プロ入り前
小学校4年生の時に倉敷市の学童軟式野球チーム「粒江ビッグスター」で野球を始める。
岡山県立倉敷商業高等学校に進学し、1年夏の第94回全国高等学校野球選手権大会にベンチ入り。
高校卒業後は、日本大学生産工学部に進学する。大学野球部の2学年上には京田陽太がおり、二遊間を組んだ。2年秋にリーグ優勝、ベストナインを受賞。4年侍ジャパン大学日本代表に選出され、2018 ハーレムベースボールウィークに出場。
大学卒業後、NTT東日本に所属し、1年目から遊撃手のレギュラーを獲得。2年目にはドラフト会議の指名候補にも上がったが、指名漏れを経験する。
2021年10月11日に行われたプロ野球ドラフト会議において、北海道日本ハムファイターズから9位指名を受け、12月17日に契約金2000万円、年俸1000万円で仮契約を結んだ。背番号は4。

### 日本ハム時代
2022年は、一軍でのキャンプが予定されていたが、前年末に受傷した右膝外傷性骨挫傷の治療のため、2月7日に沖縄の二軍キャンプに合流した。5月24日にプロ初の一軍昇格を果たすと、同日に行われた東京ヤクルトスワローズ戦で「2番・遊撃手」で即先発出場を果たし、プロ初安打とプロ初盗塁を記録した。6月26日の福岡ソフトバンクホークス戦で又吉克樹からプロ初本塁打を放った。9月17日の千葉ロッテマリーンズ戦で東條大樹からサヨナラ打を放った。最終的に80試合に出場し、規定打席未到達ながら打率.291を記録。一方、走塁面では盗塁8に対して盗塁死が10とリーグワーストだった。12月2日に1200万円増の年俸2200万円で契約を更改した。
2023年6月16日の中日ドラゴンズ戦で、0-1で迎えた4回表二死一・三塁の場面で、一塁走者の上川畑が盗塁を仕掛けるフリを見せ、相手投手の小笠原慎之介が一塁に牽制球を投じ、一・二塁間で挟殺プレーが繰り広げられている際に、三塁走者の万波中正が生還し1-1の同点に追い付くトリックプレーを完成させた。試合は2-1で逆転勝ちを収めた。試合終了後の記者会見で新庄剛志監督は「あのプレーはキャンプから練習してきましたし、あのプレーを決めるために上川畑君には俳優になってもらいました」と語った。シーズンでは前年を上回る108試合に出場したものの、打率.212、失策数は10と前年より大きく悪化させた。11月30日に700万円増の年俸2900万円で契約を更改した。

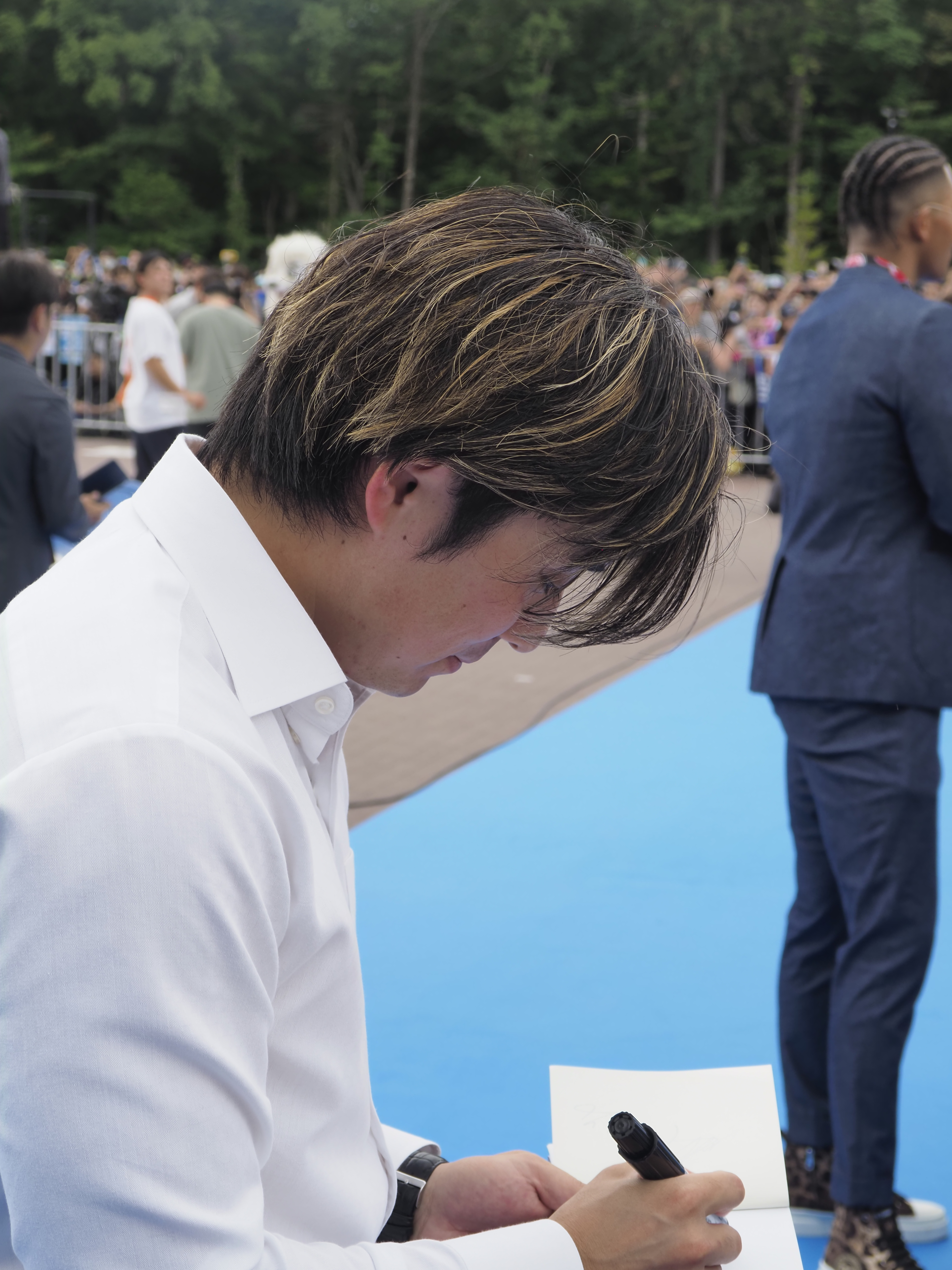
2024年7月23日、オールスターゲーム第1戦でのブルーカーペットイベントにて

2024年は開幕前に左太ももの負傷で出遅れたものの、4月12日に初昇格。昇格後は主に二塁手を、正遊撃手の水野達稀が離脱中は代役の遊撃手を務め、7月2日の千葉ロッテマリーンズ戦では自身2年ぶりの本塁打となる1号2ランを放った。オールスターゲームファン投票で二塁手部門で選出された。後半戦は水野の復帰に伴い、ポジションを二塁に戻す。しばらくは石井一成と出番を分け合う状況が続いていたが、その堅守ぶりを高く評価され、やがて石井に代わってスタメン起用される機会が増加。106試合の出場で失策数は前年を大きく下回る4にとどめ、打撃では打率.248、18犠打を記録し、打線のつなぎ役を果たした。12月3日に1500万円増の年俸4400万円で契約を更改した。

## 選手としての特徴・人物
50m走のタイム6秒0の俊足と遠投110mの強肩を生かした高度かつ堅実なプレーを魅せる内野手。社会人時代は遊撃を守っていたが、プロ入り後はチーム状況に応じて二塁手としても起用されている。打撃では優れた選球眼、勝負強さが光ると評される。また、犠打など小技に長けている。
ルーキーイヤーから堅実な守備を披露したり、勝負強いバッティングをすることから、SNSや日本ハムのファンからは『神川畑』と呼ばれることがある。
ドラフト会議直後の2021年12月に結婚。既婚者のルーキーには球団寮への入寮義務はないが、上川畑は他のルーキーと共に鎌ヶ谷の球団寮に入寮しており、妻とは別居生活を行っている。

## 詳細情報

### 年度別打撃成績
| 年 度     | 球 団     | 試 合 | 打 席 | 打 数 | 得 点 | 安 打 | 二 塁 打 | 三 塁 打 | 本 塁 打 | 塁 打 | 打 点 | 盗 塁 | 盗 塁 死 | 犠 打 | 犠 飛 | 四 球 | 敬 遠 | 死 球 | 三 振 | 併 殺 打 | 打 率 | 出 塁 率 | 長 打 率 | O P S |
| --------- | --------- | ----- | ----- | ----- | ----- | ----- | -------- | -------- | -------- | ----- | ----- | ----- | -------- | ----- | ----- | ----- | ----- | ----- | ----- | -------- | ----- | -------- | -------- | ----- |
| 2022      | 日本ハム  | 80    | 301   | 261   | 22    | 76    | 7        | 2        | 2        | 93    | 17    | 8     | 10       | 12    | 0     | 21    | 0     | 7     | 45    | 3        | .291  | .360     | .356     | .716  |
| 2023      | 日本ハム  | 108   | 346   | 293   | 16    | 62    | 5        | 1        | 0        | 69    | 18    | 3     | 4        | 12    | 1     | 34    | 1     | 6     | 51    | 5        | .212  | .305     | .235     | .541  |
| 2024      | 日本ハム  | 106   | 305   | 258   | 25    | 64    | 4        | 2        | 1        | 75    | 16    | 5     | 0        | 18    | 1     | 22    | 0     | 6     | 40    | 4        | .248  | .321     | .291     | .611  |
| 通算：3年 | 通算：3年 | 294   | 952   | 812   | 63    | 202   | 16       | 5        | 3        | 237   | 51    | 16    | 14       | 42    | 2     | 77    | 1     | 19    | 136   | 12       | .249  | .327     | .292     | .619  |

- 2024年度シーズン終了時
- 各年度の太字はリーグ最多

### 年度別守備成績
| 年 度 | 球 団    | 二塁  | 二塁  | 二塁  | 二塁  | 二塁  | 二塁     | 遊撃  | 遊撃  | 遊撃  | 遊撃  | 遊撃  | 遊撃     |
| 年 度 | 球 団    | 試 合 | 刺 殺 | 補 殺 | 失 策 | 併 殺 | 守 備 率 | 試 合 | 刺 殺 | 補 殺 | 失 策 | 併 殺 | 守 備 率 |
| ----- | -------- | ----- | ----- | ----- | ----- | ----- | -------- | ----- | ----- | ----- | ----- | ----- | -------- |
| 2022  | 日本ハム | 14    | 8     | 21    | 1     | 2     | .967     | 71    | 96    | 177   | 2     | 34    | .993     |
| 2023  | 日本ハム | 26    | 37    | 60    | 2     | 10    | .980     | 81    | 91    | 189   | 8     | 38    | .972     |
| 2024  | 日本ハム | 71    | 115   | 163   | 2     | 33    | .993     | 39    | 53    | 81    | 2     | 16    | .985     |
| 通算  | 通算     | 111   | 160   | 244   | 5     | 45    | .988     | 191   | 240   | 447   | 12    | 88    | .983     |

- 2024年度シーズン終了時

### 記録
初記録
- 初出場・初先発出場：2022年5月24日、対東京ヤクルトスワローズ1回戦（明治神宮野球場）、2番・遊撃手で先発出場[33]
- 初打席：同上、1回表にサイスニードから一ゴロ[33]
- 初安打：同上、10回表に今野龍太から右前安打[33]
- 初盗塁：同上、10回表に二盗（投手：今野龍太、捕手：中村悠平）[33]
- 初打点：2022年5月28日、対読売ジャイアンツ2回戦（札幌ドーム）、5回裏にマット・シューメーカーから三ゴロの間に記録[34]
- 初本塁打：2022年6月26日、対福岡ソフトバンクホークス12回戦（福岡PayPayドーム）、8回表に又吉克樹から右越ソロ[35]

その他の記録
- オールスターゲーム出場：1回（2024年）

### 背番号
- 4（2022年 - ）

### 登場曲
- 「愛のままにわがままに 僕は君だけを傷つけない」B'z
- 「怪獣の花唄」Vaundy